# María Teresa Mora
María Teresa Mora Iturralde est une joueuse d'échecs cubaine née le 15 octobre 1902 et morte le 3 octobre 1980 à La Havane. 

## Biographie
En 1922, elle remporta la coupe Dewar du club de La Havane, considérée comme le championnat (mixte) de Cuba (il n'y avait pas à l'époque de championnat féminin de Cuba). Elle représenta Cuba lors des championnats du monde féminins de 1939 à Buenos Aires (elle finit septième ex æquo parmi les vingt participantes) et de 1949-1950 à Moscou (dixième sur seize joueuses).
Elle reçut le titre de maître international féminin lorsque le titre fut créé en 1950.